# Rachael Kidder
Rachael Ann Kidder (Woodland Hills, 14 agosto 1991) è un'ex pallavolista e allenatrice di pallavolo statunitense.
Giocava nel ruolo di schiacciatrice ed è assistente allenatrice volontaria per la University of Texas at Austin.

## Carriera

### Giocatrice
La carriera Rachael Kidder inizia nella University of California, Los Angeles, con cui partecipa alla NCAA Division I dal 2009 al 2012, aggiudicandosi l'edizione 2011 e venendo premiata come Most Valuable Player. Nella stagione 2013 inizia la carriera professionistica nella Liga de Voleibol Superior Femenino con le Valencianas de Juncos; alla fine della stagione regolare, dopo la mancata qualificazione alla post-season del club, viene ingaggiata dalle Criollas de Caguas per i play-off, dove giunge fino alle semifinali.
Nella stagione 2013-14 viene ingaggiata dalla IHF Volley Frosinone, squadra neo promossa nella Serie A1 italiana. Dopo l'esperienza in Italia, nel campionato 2015 torna in Porto Rico per giocare con le Gigantes de Carolina. In seguito non firma più alcun contratto professionistico, concludendo così la sua carriera da giocatrice.

### Allenatrice
Nel 2016 diventa assistente allenatrice volontaria per la University of Texas at Austin, raggiungendo la finale della NCAA Division I.

## Palmarès

### Club
- NCAA Division I: 1

2011

### Premi individuali
- 2011 - NCAA Division I: San Antonio National MOP